# Déficit

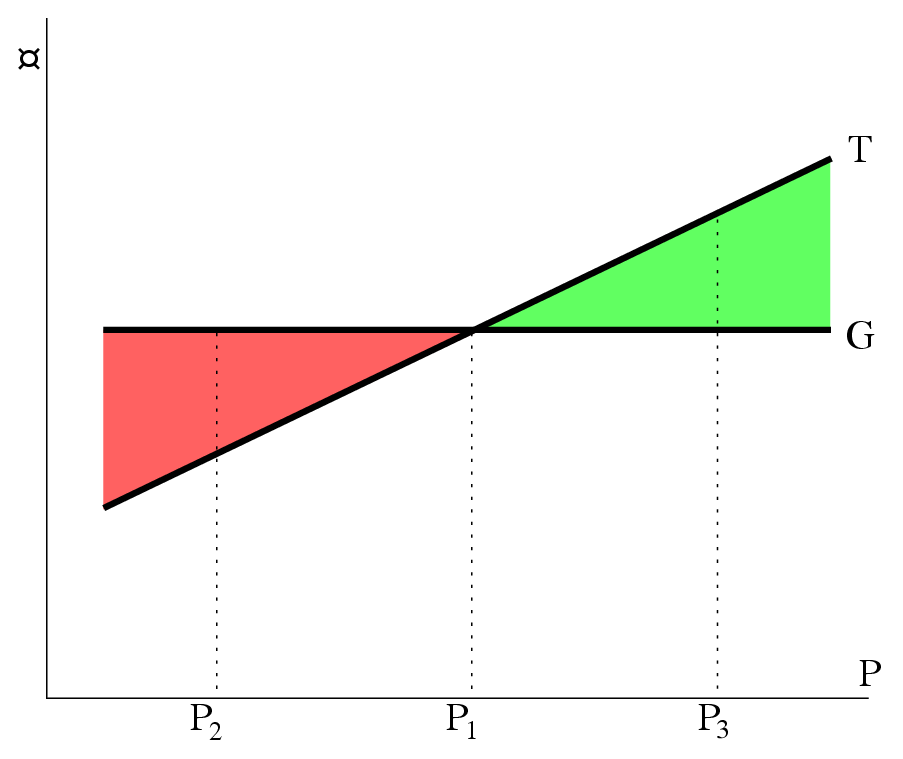
Politique fiscale

Le mot déficit (issu du latin : deficit, « il manque ») est au sens primitif  «   le mot qui dans les inventaires est mentionné en regard des articles manquants  » .
À partir du XVIIIe siècle, il prend le sens financier d'un déséquilibre entre recettes et dépenses. Puis, par extension, le terme est repris dans le langage courant pour désigner l'insuffisance, le manque.
Ainsi, en l'appliquant au domaine de la politique, on parle de  «  déficit démocratique  » . 

## En comptabilité d'entreprise
Le déficit n'est pas une notion comptable. Dans le compte de résultat d'une entreprise, seule la perte comptable, (inverse d'un bénéfice), caractérise un solde négatif entre :
les dépenses et les recettes, si la comptabilité est tenue en mode « décaissements / encaissements » )
les Produits, réels (factures encaissées) ou calculés (factures à encaisser, charges payées d'avance) et les charges réelles (achats payés) ou  calculées (amortissements, provisions, factures à payer, charges non facturées...), si la comptabilité est tenue classiquement en mode « produits / charges ».

## En trésorerie
Le découvert bancaire, notion proche du déficit, caractérise une situation - généralement transitoire - où la trésorerie disponible se trouve être négative.

## Encomptabilité nationale
Le déficit de la balance commerciale caractérise un déséquilibre des échanges commerciaux extérieurs (Exportations et Importations).

Le déficit de la balance des paiements caractérise le déséquilibre des mouvements financiers entre une économie et l'ensemble des agents économiques qui lui sont extérieurs.

Les déficits jumeaux est une expression qui caractérise l'existence simultanée du déficit des finances publiques  et du déficit de sa balance courante .

Soit la situation où les dépenses publiques excèdent les revenus, et où dans le même temps les importations de biens et services sont supérieures aux exportations.

## Sur le marché de l'emploi
Le déficit d'emploi est une notion utilisée par les services publics de l'Emploi qui mesure l'écart entre DEFM et OEFM, où :
DEFM
est le nombre des demandes d'emploi constatées en fin de mois.
OEFM
est le nombre d'offres d'emploi non satisfaites en fin de mois.

## En finances publiques
D'une manière générale en comptabilité publique, le déficit pointe l'existence d'un déséquilibre entre recettes et dépenses du budget de l'État ou des administrations publiques ou des collectivités locales.
- Le déficit budgétaire au sens strict correspond à la situation où le total des recettes fiscales et autres figurant au budget sont inférieures au total des dépenses définitives figurant dans ce même budget (les dépenses temporaires étant normalement financées par l'emprunt).
- Le déficit public est une notion distincte et plus large que celle de déficit budgétaire. En effet elle englobe - outre le budget de l'État et des administrations publiques - le solde des recettes et dépenses des collectivités locales et celui de la Sécurité Sociale.
- Le déficit primaire est celui du budget d'un pays qui enregistre un déficit avant-même le paiement des intérêts de sa dette.

## En médecine
Le déficit est une diminution, une insuffisance, ou une perte de fonction par rapport à un état normal ou moyen.
En médecine, le déficit immunitaire.
Un déficit neurocognitif est une atteinte d'une fonction cognitive, telle que le langage, la mémoire. Sous forme modérée, il peut se manifester comme un déficit de l'attention.
Le déficit en biotinidase en l'absence de traitement se manifeste par des troubles neurologiques (convulsions et hypotonie) et cutanées (éruptions vésiculobulleuses). Ces manifestations sont souvent accompagnées de troubles respiratoires. 
Le déficit en carnitine palmitoyltransférase I et II sont des maladies métaboliques congénitales par trouble de l’oxydation mitochondriale des acides gras à longue chaîne.
Le déficit en cytochrome P 450 oxydoréductase est un trouble de la stéroidogenèse entraînant des manifestations cliniques allant de la simple anomalie biologique au syndrome Antley-Bixler avec décès de l'enfant.
Le déficit en dopamine bêta-hydroxylase est une maladie génétique très rare en rapport avec une anomalie de fonctionnement du système nerveux autonome noradrénergique avec un système nerveux autonome cholinergique fonctionnant normalement.
Le déficit en glucose-6-phosphate déshydrogénase est le déficit enzymatique le plus répandu dans le monde, se caractérisant par une destruction des globules rouges.